# 恋をするなら (橋幸夫の曲)
「恋をするなら」は、1964年8月5日に日本ビクター（現：JVCケンウッド）の音楽レコード事業部のビクターレコード（現：JVCケンウッド・ビクターエンタテインメント）より発売された橋幸夫の54枚目のシングルである（SV-87)。橋のリズム歌謡第1作にあたる。 c/wの「孤独のブルース」と共に橋主演の松竹映画『孤独』の主題歌になっている。同名のミュージックブックも制作されている（MBK3115）。

## 概要
- 1960年に『潮来笠』でデビューし、62年には『江梨子』や『いつでも夢を』をリリースして青春歌謡路線に進出した橋は、この年（64年）8月、サーフィンリズムの『恋をするなら』をリリースし、新たにリズム歌謡を開拓した。作詞は佐伯孝夫、作曲は吉田正で、橋の両恩師による制作である。
- 楽曲制作のきっかけは、恩師の吉田が、36年にヨーロッパ、37年には米国の音楽事情の視察に出張し、サーフィンのリズムやエレキサウンドに触れたことである。特にロスでは子供までもがサーフィンのリズムで踊っているのを見て、吉田は「間もなく日本にもそういう時代が来る」と直感[2]、ここから、楽曲制作が始まった。
- 橋は、恩師の吉田について「絶えず新しい楽器ものを探していたわけで…ここからテケテケテケ（エレキサウンド）が始まった」[3]としている。
- 吉田の楽曲は、殆どが作詞先行で、橋の楽曲についても、従来、佐伯の詩に吉田が曲をつけるパターンであったが、初めてのサーフィンリズムの導入ということもあり、本曲はメロディー先行した[4]。特徴的な「A・I・E・O」について橋は、「詩が先にあった」と証言しており[5]、吉田がメロディの概要を佐伯に聞かせ、佐伯の詩ができあがってから吉田が最終的に楽曲に仕上げた。
- 橋は、リズム歌謡は「曲だけでなく詩も新鮮でした。〈炎のように燃えようよ〉とストレートに来ましたから驚いた、〈A・I・E・O〉のフレーズもおもしろい」と回想している[6]。
- 翌年7月末までの1年間でのセールスは87万枚に達し[7]、1966年までには公称100万枚を突破している[8]。『平凡』『明星』とも連続4ヶ月1位を獲得、この年の「第15回NHK紅白歌合戦」で橋は本楽曲を歌唱している。オリコンの発足により『平凡』『明星』のランキングは1971年には終了するが、連続4ヶ月にわたり月間1位を獲得した楽曲は本楽曲のみである[注 1]。
- また本曲は「墓仔埔也敢去（中国語版）」など、台湾、香港、シンガポールでも現地の歌手によってカヴァーが発表された。特に台湾ではアイドル時代のテレサ・テン、葉啓田（中国語版）、近年では伍佰[注 2]、蔡依林によりカヴァーされている。
- 楽曲発表の翌月にはリズム歌謡第2作の『ゼッケンNO.1スタートだ』、さらに11月には『チェッ・チェッ・チェッ -涙にさよならを-』を発表、前者はホットロッド、後者はサブロックのリズムとされている。なお橋は、翌年にもスイムリズムの『あの娘と僕（スイム・スイム・スイム）』を発表し、一連のリズム歌謡で、第7回日本レコード大賞企画賞を獲得している[9]。
- c/wの「孤独のブルース」も佐伯、吉田による楽曲である。A面とは対照的な曲調である。橋は、チャリティショーなどのステージでこの曲をギターを弾きながら歌唱している[10]。
- この年の橋のシングルリリースは前年に続き15枚に達した（翌年も15枚）[11]。

## 収録曲
1. 恋をするなら
作詞：佐伯孝夫、作・編曲：吉田正
2. 孤独のブルース
作詞：佐伯孝夫、作・編曲：吉田正

## 収録アルバム
- 『橋幸夫ベストヒット』（2015年7月10日）BHST153
- 『橋幸夫　ザ・ベスト』（2012年7月25日） VICL-6390
- 『橋幸夫ベスト～盆ダンス～』（2005年11月23日）VICL-61820
- 『橋幸夫スーパーベスト』（2005年11月11日）ASB-1018
- 『SWIM！ SWIM！ SWIM！』（2005年7月21日）VICL-61713
- 『元祖！リズム歌謡』（2005年6月29日）VICL-61686
- 『橋幸夫全曲集 』（2003年11月26日）VICL-61251
- 『橋幸夫が選んだ橋幸夫ベスト40曲』（2000年10月4日）VICL-60641～2
- 『＜TWIN BEST＞』（1998年11月6日）VICL-41033～4
......その他

## 関連作品

### 映画「孤独」
- 本作を主題歌とする『孤独』（松竹大船）が橋幸夫、桑野みゆき主演で制作され、1964年8月1日に公開された。カラー、シネマスコープサイズで上映時間は1時間33分[12]。
- ものがたりは、大学のボクシングチャンピオンを狙う芦田浩二役に橋が、腹違いの兄を憎む渚穹子役に桑野みゆきが扮し、二人にからむ。ある日沖で泳いでいた穹子が鮫に襲われたことから、物語は思わぬ展開を見せる。

### ミュージックブック「恋をするなら」
- 楽曲のヒットを受け、ミュージックブック「恋をするなら」が制作され、11月日本ビクター出版より発売された（MBK3115）
- 主な内容は以下のとおりで、片面ソノシートが3枚付属している。
巻頭カラーグラビア
爆発する新しい魅力
歌詞紹介（2曲）
幸ちゃんとの会話
歌詞紹介（2曲）
幸ちゃん民謡を吹き込む
映画紹介「21才を賭けた『孤独』」
グラビア
歌詞紹介（2曲）
すばらしいステージ
橋幸夫ポケットメモ

## カバー

### 台湾
一吻定情（訳詞：李潔心）
- 鄺玉玲（1966年、大中華レコードより(DCH Records)発売）
- テレサ・テン（1968年、宇宙レコードより発売）
- 鍾叮噹（中国語版）（1968年発売）GS風アレンジ。
- 黃菱（1967年、EMI Regal Recordings発売）
- 孫一華（1968年、美亞レコードより(Mayar Records)発売）
- 雪華（孫一華)（1966年、東昇唱片 (Tongsheng Records)）※おそらく最古の音源。

墓仔埔也敢去（訳詞：郭大誠）
- 葉啓田
- 吳勇濱（中国語版）
- 蔡依林
- 伍佰

### 香港
春心動 （粤語訳詞：花月）
- 崔妙芝 (1969年発売)ロック風歌謡アレンジ。

我為你心痴 （粤語訳詞：蘇翁）
- 杜平（中国語版） (1969年発売、EMI Pathe Records発売)

啊咿噢  (中國語訳詞：？）
- 張萊萊（中国語版） (1969年発売、天聲レコードより(Tien Shing Records)発売)

嬉皮之歌  (中國語訳詞：珊梅）
- 魏平澳（中国語版） (1970年、EMI Angel Records発売) 中國語映画ᐸ雙喜臨門ᐳ挿入歌

関老三 （粤語訳詞：花月）
- 黃子華（中国語版） (1999年発売)

### シンガポール
Koio Surunara (恋をするなら)
- 櫻花 Sakura   (1968年、EMI Columbia発売)

戀情纏住我心房（訳詞：？）
- 黄清元（英語版）（黃清元）